# Kempiella flavovirescens
Il pigliamosche oliva della Nuova Guinea (Microeca flavovirescens (G. R. Gray, 1858)) è un uccello della famiglia dei Petroicidi originario, come si può facilmente intuire, della Nuova Guinea.

## Tassonomia
In passato la specie veniva posta nel genere Microeca, ma è stata successivamente riclassificata, a seguito di uno studio di filogenesi molecolare pubblicato nel 2011, nel genere Kempiella, originariamente introdotto dall'ornitologo australiano Gregory Mathews.

## Distribuzione e habitat
Il pigliamosche oliva della Nuova Guinea vive nelle foreste pluviali tropicali di pianura dell'isola omonima.